# Fontjanina
Fontjanina és un poble de la comarca de la Ribagorça. Pertany al municipi de Montanui. És a la riba esquerra de la Valira de Castanesa. S'hi accedeix des de Castanesa. L'any 2007 tenia 6 habitants.